# Leah Remini
Leah Marie Remini (født 15. juni 1970 i Brooklyn i New York City) er en amerikansk skuespiller. Hun er bedst kendt for rollen som «Carrie Spooner-Heffernan» i TV-serien Kongen af Queens.